# Besteuerungszeitraum
Der Besteuerungszeitraum ist in § 16 UStG für das Umsatzsteuerrecht bestimmt. Er entspricht in der Regel dem Kalenderjahr. Wird die unternehmerische Tätigkeit nur während eines Teils des Kalenderjahrs ausgeübt, ist dieser Zeitraum der Besteuerungszeitraum. Für den Besteuerungszeitraum im Sinne des Umsatzsteuerrechts ist eine Umsatzsteuererklärung abzugeben.
Die Abgabenordnung verwendet in § 149 Abs. 3ff. AO ebenfalls den Begriff des Besteuerungszeitraums. Das Gesetz definiert den Begriff an dieser Stelle jedoch nicht. Aus dem Kontext kann jedoch geschlossen werden, dass damit der Zeitraum zu verstehen ist, für den eine Steuererklärung für eine zeitraumbezogene Steuer abzugebenist.